# 塞姆哈島

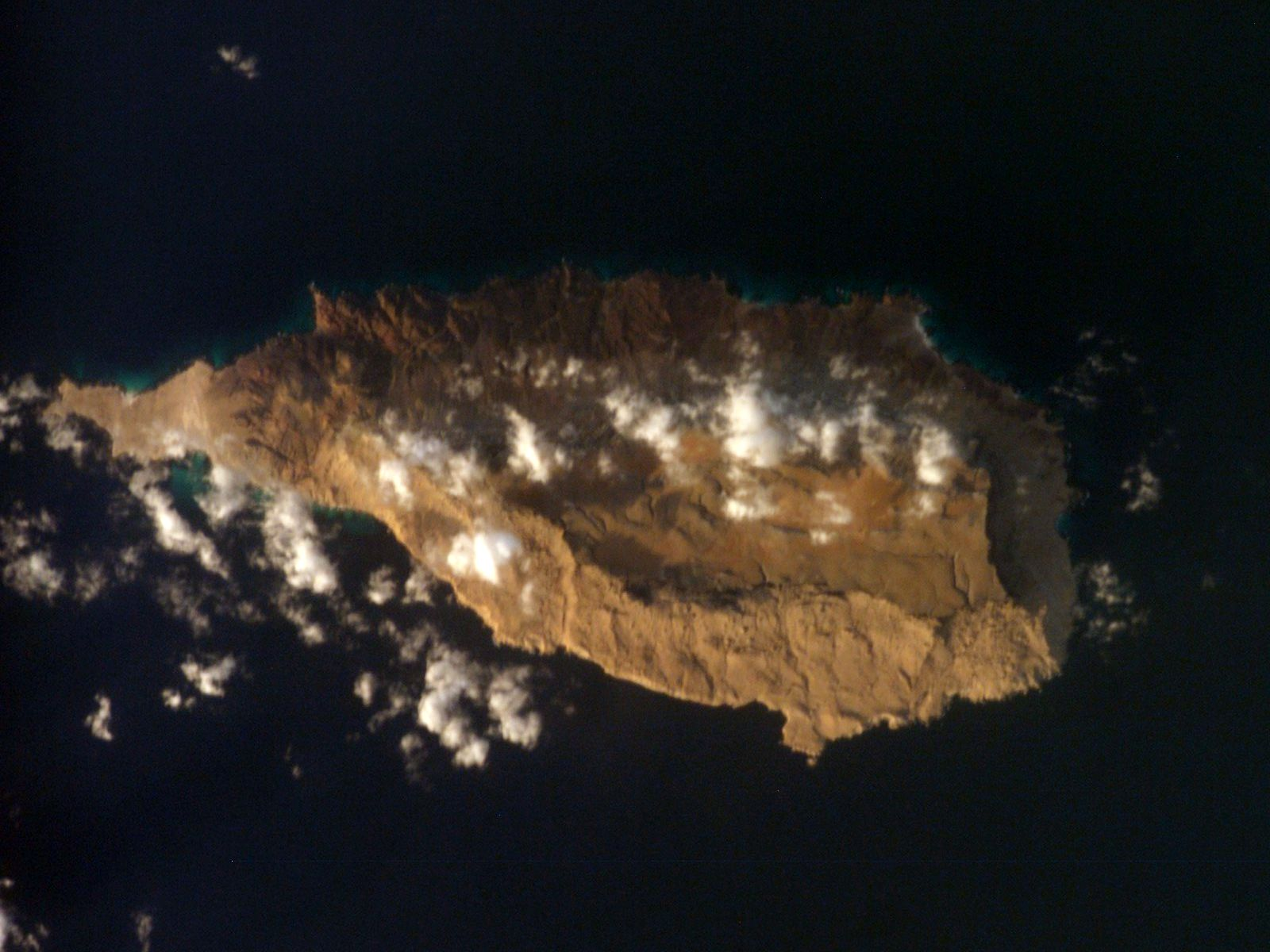

塞姆哈島（阿拉伯语：‎，羅馬化：Samḩah）是也門的島嶼，位於阿卜杜勒庫里島以東70公里的印度洋海域，由哈德拉毛省負責管轄，長11.9公里、寬5.5公里，面積40平方公里，最高點海拔高度780米，2004年人口僅100。
12°09′N 53°03′E / 12.150°N 53.050°E